# Polizeiliches Staatsschutzgesetz
Das Polizeiliche Staatsschutzgesetz (PStSG) war ein Bundesgesetz in Österreich, das die Organisation, die Aufgaben, die Befugnisse und den Rechtsschutz des polizeilichen Staatsschutzes regelte. In Folge der BVT-Affäre wurde das polizeiliche Staatsschutzgesetz mit BGBl. I Nr. 148/2021 in Staatsschutz- und Nachrichtendienstgesetz kurz SNG umbenannt und mit Hinblick auf die so neu entstandene Direktion Staatsschutz und Nachrichtendienst umkonzipiert.

## Inhalt des Gesetzes
Das PStSG stellt eine neue rechtliche Grundlage für das Bundesamt für Verfassungsschutz und Terrorismusbekämpfung dar, das eine Organisationseinheit der Generaldirektion für die öffentliche Sicherheit ist, und für die 9 Landesämter für Verfassungsschutz, die wiederum Organisationseinheiten der jeweiligen Landespolizeidirektionen sind. Zuvor wurden diese Organisationseinheiten durch Erlass errichtet. Als Folge der parlamentarischen Verhandlungen spricht das Gesetz an Stelle der ursprünglichen explizit genannten „Landesämter Verfassungsschutz“ nunmehr von nicht näher spezifizierten „für Verfassungsschutz zuständigen Organisationseinheiten der Landespolizeidirektionen“. Die erläuternden Bemerkungen zum PStSG stellen indes klar, dass es sich bei diesen Organisationseinheiten um die bereits bestehenden „Landesämter Verfassungsschutz“ handelt.
Neben diesen organisationsrechtlichen Vorschriften regelt das polizeiliche Staatsschutzgesetz auch die Befugnisse dieser Organisationseinheiten. Da es sich bei ihnen um Teile der Sicherheitsbehörden handelt, stehen ihnen alle im Sicherheitspolizeigesetz geregelten allgemeinen Polizeibefugnisse zu. Das polizeiliche Staatsschutzgesetz weist ihnen jedoch weitere Befugnisse zu, insbesondere im Bereich der Sammlung und Auswertung personenbezogener Daten.
Das Artikelgesetz gliedert sich in 2 Artikel. Mit dem ersten wird das Polizeiliche Staatsschutzgesetz erlassen, das in folgende Hauptstücke gegliedert ist:
1. Hauptstück: Allgemeines
2. Hauptstück: Aufgaben
3. Hauptstück: Verwendung personenbezogener Daten wie die Rufdatenrückerfassung
4. Hauptstück: Rechtsschutz
5. Hauptstück: Schlussbestimmungen

Der zweite Artikel sieht vor allem die mit der Erlassung des PStSG notwendig gewordenen Anpassungen des Sicherheitspolizeigesetzes vor.

## Kritik

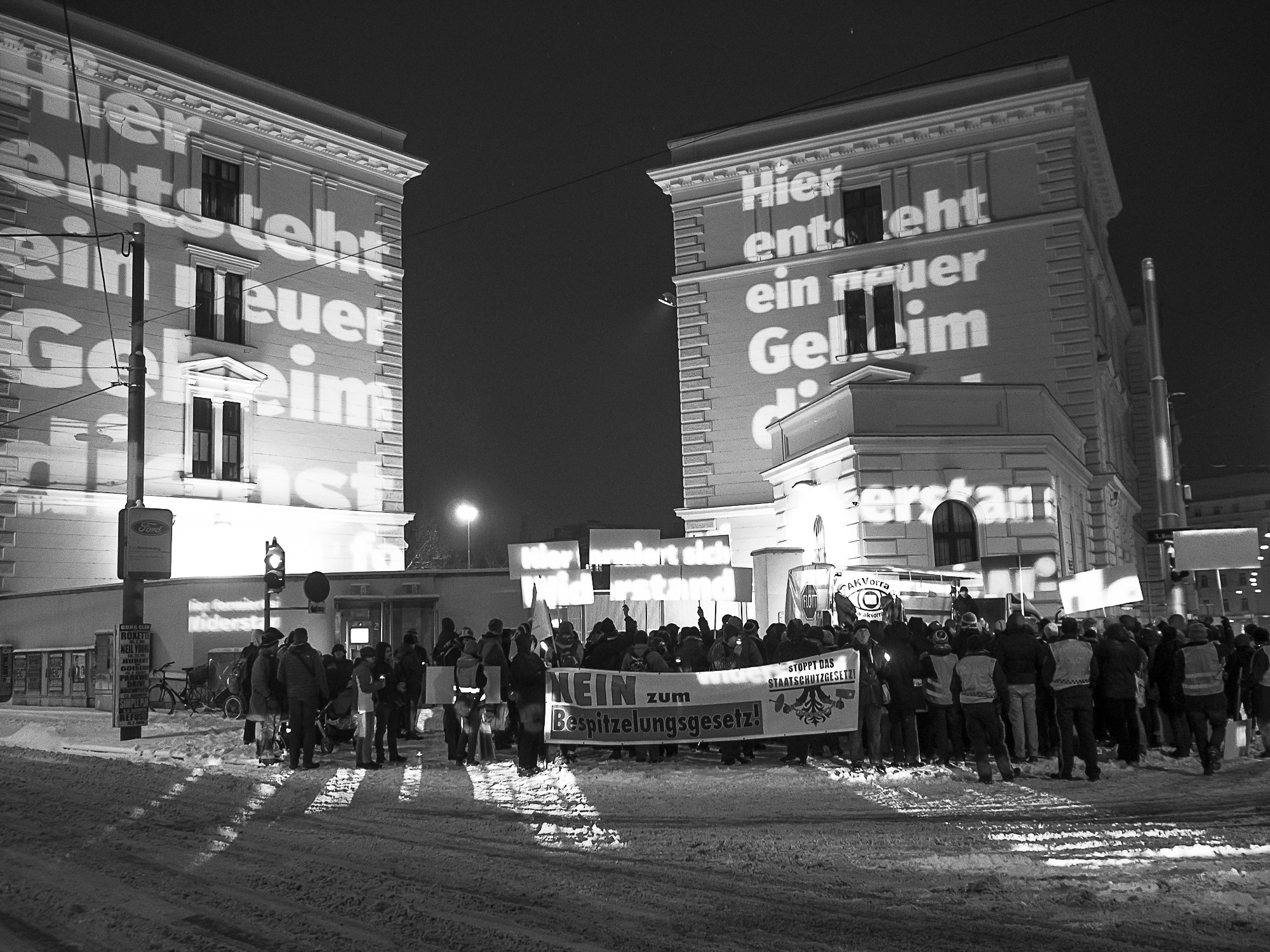
„Hier entsteht ein neuer Geheimdienst“ Protest vor der Rennweger Kaserne im Jänner 2016

Nach dem Einlangen im Nationalrat am 31. März 2015 waren bis zum Ende der Begutachtungsfrist am 12. Mai 2015 bereits 33 Stellungnahmen verfasst worden, wovon viele einen negativen oder ablehnenden Standpunkt vertreten.

### AKVorrat Österreich
Als zweiter Stellungnehmer reichte der AKVorrat am 16. April 2015 eine umfassende 79-seitige Stellungnahme ein.
Darin bekannte sich der Arbeitskreis zur generell vollkommenen Ablehnung des Gesetzesentwurfs, da dieser „Grundrechte verletzen würde und darüber hinaus wegen Unbestimmtheit (Art 18 BVG) verfassungswidrig wäre.“ (AKVorrat)
Am 25. Mai 2015 startete der AKVorrat eine Petition gegen das geplante Gesetz mit dem Hinweis, die Grundrechte würden zu stark eingeschränkt werden, und stellte 5 Forderungen.
Unterstützer dieser Kampagne waren Amnesty International Österreich, Attac Österreich, der VGT.at, die ÖH, mehr demokratie!, der Verein ZARA und das Forum Informationsfreiheit.
Ende November 2015 konnte die Petition in etwa 20.000 Unterschriften aufweisen. Überdies wurde am 1. Oktober 2015 eine Diskussionsrunde mit den Sicherheitssprechern der SPÖ, der ÖVP, der FPÖ, der Grünen, der NEOS und des Team Stronach sowie der Innenministerin Johanna Mikl-Leitner organisiert.
Zum Termin erschienen allerdings nur Johannes Jarolim (SPÖ), Walter Rosenkranz (FPÖ), Peter Pilz (Die Grünen), Niko Alm (NEOS) und in Vertretung der Innenministerin Peter Andre (BMI).
Für große Aufmerksamkeit sorge eine Aktion am 11. Jänner 2016, bei der die Datenschützer mittels heliumgefüllten Ballons eine Kameraattrappe an der Pallas Athene vor dem Parlament befestigten und in der Luft schweben ließen.
Zur selben Zeit wurde die Kampagnenseite Kontaktiere Deinen Abgeordneten gestartet, auf der besorgte Bürger Kontaktmöglichkeiten der Abgeordneten aufgelistet bekommen.
Ein weiteres Event am 12. Jänner 2016 im WUK, das in Kooperation mit Attac Österreich organisiert wurde, klärte über die Auswirkungen auf Aktivisten auf, sollte das Gesetz beschlossen werden.

### Die Grünen
In einem Interview gab der Grünen-Abgeordnete Peter Pilz bekannt, dass seine Partei vor allem die Weitergabe von Inhalten der Analysedatenbank an Geheimdienste wie den BND und die NSA ablehnt. „Denn dort sollen nicht nur die sensiblen Daten von Zielpersonen gesammelt und miteinander verknüpft werden, sondern auch die ihrer Kontaktpersonen“ (Peter Pilz: Der Standard). Eine weitere Forderung seiner Partei sei eine bessere parlamentarische Kontrolle über die Sicherheitsbehörden.

„Unsere Hauptbedingung ist klar: die beste parlamentarische Kontrolle Europas. Dafür brauchen wir Zeit, denn wichtig ist: An unseren Grundrechten darf nicht herumgepfuscht werden.“

Zusätzlich warnte der Parlamentarier in einer Pressekonferenz vor Massenüberwachung, da diese nicht von großem Nutzen in der Aufklärung sei.
Tatsächlich ergab eine Studie des Max-Planck-Instituts, „dass sich der Wegfall der Vorratsdatenspeicherung nicht als Ursache für Bewegungen in der Aufklärungsquote abbilden lässt.“
Laut dem Grünen soll deswegen intensiver und nicht umfangreicher überwacht werden,
da es nur so möglich sei, die Freiheit der Menschen zu wahren, während die Sicherheit steige.
Pilz vertritt zudem die Meinung, ein durch Vertrauenspersonen realisiertes System zur Stärkung verdeckter Ermittlungen sei wenig wirkungsvoll.

„Die ÖVP will Jihadisten und deren Sympathisanten für Informationen bezahlen. Die Erfahrung zeigt, dass diese das dazu nutzen, um gegen rivalisierende Gruppen zu agieren oder gegen die Polizei. In den seltensten Fällen vertreten sie die Interessen des Rechtsstaats.“

### Österreichische Richtervereinigung
Die österreichische Richtervereinigung kritisierte hauptsächlich die Verwendung eines Rechtsschutzbeauftragten als letzte Überwachungsinstanz, da dieser aufgrund seiner organisatorischen Eingliederung in das Bundesministerium für Inneres keine vollständige Unabhängigkeit hätte.
Innenministerin Johanna Mikl-Leitner sprach sich selbst für eine richterliche Kontrolle aus. Mit dem Argument, es würden dann jedoch zwei Rechtsschutzinstanzen, der Rechtsschutzbeauftragte und die Datenschutzbehörde, wegfallen, entschied sie sich im Endeffekt doch dagegen.

### Piratenpartei
Die Piraten gingen zunächst mittels parlamentarischer Bürgerinitiative gegen das PStSG vor und reichten diese am 2. Juli 2015 ein.
Weiteres Aufsehen erlangte die Werbekampagne der Landesorganisation Oberösterreich zur Gemeinderatswahl 2015. Unter anderem wurden Johanna Mikl-Leitner und Werner Faymann in Werbeanzeigen auf der Internetplattform YouPorn geschaltet.

### Sozialdemokratische Partei Österreichs
Der Justizsprecher der SPÖ, Johannes Jarolim, sprach in einer Podiumsdiskussion zum Staatsschutzgesetz von einem innerparteilichen Zwiespalt. Er selbst lehne zusammen mit dem Verfassungssprecher der SPÖ Peter Wittmann das Gesetz grundsätzlich ab, da zunächst eine entsprechende Evaluierung der Anti-Terror-Maßnahmen notwendig sei.
Auch SPÖ-Klubobmann Andreas Schieder empfindet den Gesetzestext als unausgereift und wünscht sich mehr parlamentarische Kontrolle über den Staatsschutz.
Erst nachdem sich die ÖVP auf einen Rechtsschutzbeauftragten, der mit zwei Stellvertretern senatsartige Entscheidungen treffe, einließ, wurde eine Einigung mit der SPÖ gefunden.

## Bezug zu den Terroranschlägen in Paris
Kurz nach den Terroranschlägen am 13. November 2015 in Paris entfachte eine Debatte über die Einführung des PStSG. So machte der ÖVP-Obmann Reinhold Lopatka beispielsweise einen Tag nach den Anschlägen auf seiner offiziellen Twitter-Seite auf das Problem aufmerksam.

„Schockierende Anschläge! Terror ist zurück in Europa. Auch Österreich muss reagieren! Null Toleranz gegen Intolerante! Staatsschutzgesetz !!“

Die Sicherheitsbehörden sahen Österreich in jenem November jedoch nicht in akuter Terrorgefahr.
Aufgrund des Vorwurfs in den sozialen Medien, Herr Lopatka hätte die Anschläge als Mittel missbraucht, rechtfertigte er sich kurz drauf mit einem weiteren Statement.

„Leider schränkt der notwendige Kampf gegen den Terror auch unsere Bürgerrechte ein.Wir müssen aber alles tun, um weitere Tote zu verhindern.“

Der Koalitionspartner SPÖ sah die Dringlichkeit der ÖVP, das PStSG baldmöglichst zu beschließen, kritisch.
Das Einschränken der Bürgerrechte sei dahingehend nicht erstrebenswert.
Für den Klubvorsitzenden-Stellvertreter der Sozialdemokratischen Parlamentsfraktion Otto Pendl war vor allem die Umsetzung des Gesetzes entscheidend.

„Nicht der Zeitplan ist das Primäre, sondern ein gutes Ergebnis“

Die Anschläge dazu zu benutzen, um den Gesetzgebungsprozess anzukurbeln, bezeichnete der SPÖ-Klubobmann Andreas Schieder als „unsauber“.
Der Grünen-Sicherheitssprecher Peter Pilz kritisierte Ende 2015 in einem Interview mit dem Standard die Gesetzesvorlage und verwies auf die bereits sehr ausgereiften Überwachungsmaßnahmen in Frankreich.

„Frankreich gehört neben Großbritannien zu den härtesten Überwachungsstaaten. Dort darf auf alles zugegriffen werden: Vorratsdaten, Internetnutzung, sogar direkter Zugang zu den Providern – und das ohne richterlichen Befehl. Paris zeigt jetzt: Weniger Bürgerrechte bringen nicht mehr Sicherheit. Denn die großen Geheimdienste sammeln alles, verstehen aber fast nichts.“

## Antrag auf Aufhebung beim VfGH
Am 26. August 2017 brachten 61 Nationalratsabgeordnete der Grünen und der FPÖ einen „Drittelantrag“ gemäß Art. 140 Abs. 1 Z 2 B-VG gegen das Polizeiliche Staatsschutzgesetz beim Verfassungsgerichtshof ein, der von Juristen des AK Vorrat ausgearbeitet wurde. Darin wurde die Aufhebung des gesamten Gesetzes beantragt. Die Beschwerde stützte sich auf das Grundrecht auf Datenschutz, auf das Recht auf Achtung des Privat- und Familienlebens nach Art. 8 EMRK, auf das Recht auf freie Meinungsäußerung nach Art. 10 EMRK, das Recht auf eine wirksame Beschwerde nach Art. 13 EMRK, auf das Bestimmtheitsgebot und das rechtsstaatliche Prinzip, die sich beide aus Art. 18 B-VG ergeben sowie auf das Gleichheitsgebot des Art. 7 B-VG und Art. 2 StGG.
Mit Erkenntnis vom 29. November 2017 wies der Verfassungsgerichtshof diesen Antrag im Wesentlichen ab bzw. in Teilen aus formalen Gründen zurück und gab ihm damit nicht statt. Begründend führte der VfGH zusammengefasst aus, dass die geprüften Bestimmungen „hinreichend bestimmt, nicht unverhältnismäßig und nicht unsachlich“ seien. Er wies zudem darauf hin, der Gesetzgeber verfolge mit dem Polizeilichen Staatsschutzgesetz einen „legitimen Zweck, nämlich bei entsprechender Verdachtslage Bedrohungen des Rechtsstaates, wie etwa durch terroristische Anschläge, schon im Vorfeld zu vereiteln. Nur so kann — wenn überhaupt — gewährleistet werden, dass nicht die Vorbereitung einer Straftat bis knapp vor deren Ausführung gediehen sein muss, um Maßnahmen setzen zu dürfen, um eben jene zu verhindern“.
Dennoch wurde das Erkenntnis vom AK Vorrat teilweise positiv aufgefasst, da es einige Begriffe, über die im parlamentarischen Prozess diskutiert wurde, klar im Rahmen der Verfassung auslegt.